# 美人草
《美人草》（英語：The Foliage），2003年中国大陆浪漫爱情片，吕乐执导，舒淇、刘烨、房斌主演。该片改编自旅美作家石小克的小说《初恋》，讲述一名生活在文化大革命时代女知青的生活和爱情故事。2004年10月在美国上映。

## 剧情
1974年夏天，云南省昆明市女知识青年叶星雨（舒淇）在探亲之后返回兵团连队的路上邂逅了来自北京市的知识青年刘思蒙（刘烨）。叶星雨青梅竹马的男朋友袁定国（房斌）是连队的排长。她从此陷入三角恋之中。一次，刘思蒙和袁定国等在集市上大打出手。叶星雨为了平息两个男人追求自己的矛盾，亲自出面和刘思蒙沟通交流，把初夜也给了刘思蒙，但是袁定国心有不甘，设计使得二人最终分手。

## 角色
| 演員   | 角色       | 备注                                                                                               |
| 舒淇   | 叶星雨     | 和袁定国从小青梅竹马，两人分在一起插队，探亲路上邂逅了北京来的知识青年刘思蒙，三人之间成了三角恋。 |
| 刘烨   | 刘思蒙     | 北京市来的知识青年。爱上了叶星雨，后来和情敌袁定国和林山等大打出手。                               |
| 房斌   | 袁定国     | 叶星雨青梅竹马的男友，嫉妒叶星雨爱上刘思蒙，设计迫使两人分手。                                     |
| 齐欢   | 卫红       | |
| 陈创   | 林山       | |
| 李璐岑 | 青年袁小雨 | |
| 张诗敏 | 童年袁小雨 | |
| 李梦男 | 吴干事     | |
| 贺云庆 | 司务长     | |
| 李昌元 | 连长       | |
| 傅小源 | 指导员     | |
| 刘仪伟 | 崔司仪     | |
| 奚洋   | 僧人       | |
| 和琦超 | 童年狗屁   | |
| 崔军   | 成年狗屁   | |
| 祝凯歌 | 图书馆馆长 | |
| 张晶   | 莲云       | |
| 姚建云 | 司机       | |

## 制作
《美人草》是吕乐（《活着》、《有话好好说》、《摇啊摇，摇到外婆桥》）从摄影师转行导演的第二部电影作品。
《美人草》在2003年7月21日开始拍摄，同年9月5日杀青。《美人草》在云南省红河哈尼族彝族自治州取景。

## 奖项
| 年   | 奖项                       | 类别             | 提名者 | 结果 | 备注 |
| ---- | -------------------------- | ---------------- | ------ | ---- | ---- |
| 2004 | 第24届中国电影金鸡奖       | 金鸡奖最佳男主角 | 刘烨   | 獲獎 |      |
| 2004 | 第24届中国电影金鸡奖       | 金鸡奖最佳女配角 | 齐欢   | 提名 |      |
| 2004 | 第24届中国电影金鸡奖       | 金鸡奖最佳录音   | 晁军   | 提名 |      |
| 2004 | 第13届上海影评人奖         | 最佳女主角       | 舒淇   | 獲獎 |      |
| 2004 | 第1届中国导演协会颁奖典礼  | 最佳女主角       | 舒淇   | 獲獎 |      |
| 2005 | 第10届中国电影表演艺术学会 | 优秀男演员       | 刘烨   | 獲獎 |      |
| 2005 | 第8届长春电影节            | 最佳男主角       | 刘烨   | 提名 |      |